# Rozsdabarna rigó
A rozsdabarna rigó (Turdus feae) a madarak osztályának verébalakúak (Passeriformes) rendjébe és a rigófélék (Turdidae) családjába tartozó faj.

## Rendszerezése
A fajt Tommaso Salvadori olasz ornitológus írta le 1887-ben, a Merula nembe Merula Feae néven.

## Előfordulása
Kína északkelet részén fészkel, telelni délre vonul, eljut India, Laosz, Mianmar és Thaiföld területére is. Természetes élőhelyei a mérsékelt övi erdők, szubtrópusi vagy trópusi síkvidéki esőerdők és száraz erdők.

## Megjelenése
Átlagos testhossza 24 centiméter.

## Életmódja
Főleg rovarokkal és bogyókkal táplálkozik, de nektárt is fogyaszt.

## Természetvédelmi helyzete
Az elterjedési területe nem nagy, egyedszáma 2500-9999  példány közötti és csökken. A Természetvédelmi Világszövetség Vörös listáján sebezhető fajként szerepel.